# Max Köglmaier
Max Köglmaier (* 20. April 1902 in München; † 25. August 1972 ebenda) war ein deutscher NS-Funktionär und SA-Führer, zuletzt im Rang eines SA-Gruppenführers.

## Leben
Köglmaier musste, nachdem sein Vater am 2. Mai 1919 im Zuge der Auseinandersetzungen um die Münchner Räterepublik erschossen worden war, seine Schullaufbahn am Luitpold-Gymnasium in München aus wirtschaftlichen Gründen vor Ablegung des Abiturs beenden. Köglmaier, der ab Anfang Mai 1919 selbst der Bürgerwehr München angehört hatte, war von August 1919 bis März 1933 in der Finanzabteilung der Münchner Universität beschäftigt und besuchte dort von 1922 bis 1924 u. a. Rechtsvorlesungen.
Köglmaier trat 1921 der SA bei und nahm mit dieser Organisation im November 1923 am Hitlerputsch teil. Der NSDAP trat er nach dem Parteiverbot zum 16. Juni 1925 erneut bei (Mitgliedsnummer 10.065). Zusätzlich zu seinen nebenamtlichen Tätigkeiten für die SA wurde er für die Partei 1929 Ortsgruppenleiter in Giesing und 1930 Bezirks-/Kreisleiter in München-Ost. Ab 1932 war er kurzzeitig stellvertretender Gauleiter des Gaus München-Oberbayern. Für die NSDAP trat er als Reichsredner auf.
Nach der Machtergreifung der Nationalsozialisten holte ihn Gauleiter und Innenminister Adolf Wagner im März 1933 ins Innenministerium und ernannte ihn zu seinem 1. Adjutant und Leiter des persönlichen Stabes. Köglmaier, der ab Januar 1934 dem Münchner Stadtrat angehörte, erhielt im Januar 1935 zusätzlich noch den Posten als Wagners persönlicher Referent. 1935 wurde er zum Regierungsrat, 1936 zum Oberregierungsrat und im März 1937 zum Staatssekretär im bayrischen Innenministerium befördert. Köglmaier wurde im April 1938 zur Ergänzungswahl für den Reichstag vorgeschlagen, wurde jedoch nicht in den nationalsozialistischen Reichstag gewählt.
Während des Zweiten Weltkrieges wurde er 1942 zum Gruppenführer der SA-Gruppe Hochland befördert und gehörte ab 1942 dem UFA-Aufsichtsrat an. Von 1942 bis 1943 war er ehrenamtlicher Richter beim Volksgerichtshof, wo er dem Verfahren der Geschwister Scholl beisaß. Im Frühjahr 1944 schied Köglmaier aus dem Bayerischen Innenministerium aus und fungierte nach einer Zeit im Wartestand ab Sommer 1944 als Präsident der Bayerischen Versicherungskammer.
Nach Kriegsende befand sich Köglmaier bis 1948 in alliierter Internierung. Unmittelbar nach seiner Entlassung wurde er als Belasteter entnazifiziert und mit dreijähriger Haft im Arbeitslager sowie der Einziehung seines Vermögens bestraft. Danach war er Prokurist in einem Münchner Unternehmen.